# Herstelbeheer
Herstelbeheer is binnen het Nederlandse natuurbeheer het beheer dat er op is gericht de oude situatie in een bepaald gebied terug te krijgen; het omvat uiteenlopende natuurbeheersmaatregelen die moeten leiden tot de gewenste natuurkwaliteit.
Herstelbeheer wordt bijvoorbeeld toegepast bij vennen, duinen en heide. De kwaliteit van veel vennen is door allerlei omstandigheden, zoals stikstofdepositie, in de loop van de twintigste eeuw minder geworden. Zo zijn ze vaak te voedselrijk (hebben ze vaak een te hoge trofiegraad) te zuur of te droog, waardoor gewenste dier- en plantensoorten verdwijnen. Door bepaalde maatregelen te nemen wordt geprobeerd de oorspronkelijke situatie zo veel mogelijk te laten terugkeren. Voorbeelden van succesvolle maatregelen bij herstelbeheer van vennen zijn baggeren, inlaat van water en bekalken.
In de duinen wordt om ongewenste struik- of bomengroei tegen te gaan of om deze te verwijderen, gekapt en begraasd. Bij heide wordt bekalkt en geplagd. 
Grootschalige omvorming tot natuurgebied van gronden die lange tijd in productie zijn geweest wordt ook wel natuurontwikkeling genoemd, zoals in de uiterwaarden van enkele Nederlandse grote rivieren.